# دیوردی شارلوش
دیوردی شارلوش (مجاری: György Sarlós; ۲۹ ژوئیهٔ ۱۹۴۰ – ) قایقران روئینگ اهل مجارستان بود.
وی در مسابقات کشوری و بین‌المللی در مجموع برندهٔ ۳ مدال نقره شده‌است.